# Louis Casali
Louis Casali (21 ottobre 1927 – 2022) è stato un calciatore svizzero, di ruolo difensore.

## Carriera

### Club
Ha sempre giocato nel campionato svizzero.

### Nazionale
Ha collezionato 3 presenze con la propria Nazionale.